# Suhodil, Tlumaci
Suhodil (în ucraineană Суходіл) este un sat în comuna Budzîn din raionul Tlumaci, regiunea Ivano-Frankivsk, Ucraina.

## Demografie
Componența lingvistică a localității Suhodil
     Ucraineană (100%)
Conform recensământului din 2001, toată populația localității Suhodil era vorbitoare de ucraineană (100%).